# Jazzmatazz Vol. 1
Albums de Guru
Jazzmatazz, Vol. 2: The New Reality
(1995)
Singles
1. Trust Me
Sortie : 1993

Jazzmatazz Vol. 1 est le premier album studio du rappeur Guru, sorti le 18 mai 1993.
L'album, qui s'inscrit dans une veine rap proche du jazz, s'est classé 15e au Top R&B/Hip-Hop Albums et 94e au Billboard 200.

## Liste des titres
| No  | Titre | Contient un (des) sample(s) de                                                                                                  | Durée |
| --- | --- | --- | ----- |
| 1.  | Introduction | | 1:20  |
| 2.  | Loungin' (featuring Donald Byrd : trompette et piano)                                                                              | Showdown de Monk Higgins | 4:38  |
| 3.  | When You're Near (featuring N'Dea Davenport : voix et Simon Law : claviers)                                                        | Povo de Freddie Hubbard Last Night Changed It All (I Really Had a Ball) d'Esther Williams                                       | 4:02  |
| 4.  | Transit Ride (featuring Branford Marsalis : saxophones alto et soprano et Zachary Breaux : guitare)                                | Synthetic Substitution de Melvin Bliss Delancey Street de Dana Dane                                                             | 3:58  |
| 5.  | No Time to Play (featuring Ronny Jordan : guitare et Dee C. Lee : voix)                                                            | Satin Soul de Love Unlimited Orchestra                                                                                          | 4:54  |
| 6.  | Down the Backstreets (featuring Lonnie Liston Smith : piano)                                                                       | Do You Remember When? des Crusaders                                                                                             | 4:47  |
| 7.  | Respectful Dedications | | 0:54  |
| 8.  | Take a Look (At Yourself) (featuring Roy Ayers : vibraphone)                                                                       | Book of Slim de Gene Harris avec The Three Sounds Synthetic Substitution de Melvin Bliss                                        | 3:59  |
| 9.  | Trust Me (featuring N'Dea Davenport : voix)                                                                                        | Mosadi (Woman) des Crusaders Synthetic Substitution de Melvin Bliss Funky President de James Brown The Big Beat de Billy Squier | 4:27  |
| 10. | Slicker Than Most (featuring Gary Barnacle : saxophone et flûte)                                                                   | It Feels So Good de Grover Washington, Jr.                                                                                      | 2:36  |
| 11. | Le Bien, Le Mal (featuring MC Solaar)                                                                                              | Pot Belly de Lou Donaldson It's a New Day des Skull Snaps Who's Gonna Take the Weight? de Gang Starr                            | 3:21  |
| 12. | Sights in the City (featuring Courtney Pine : saxophones alto et soprano, flûte ; Carleen Anderson : voix et Simon Law : claviers) | | 5:10  |